# (318) Magdalena
(318) Magdalena est un astéroïde de la ceinture principale découvert par Auguste Charlois le 24 septembre 1891 à Nice.